# Dallas Mavericks 2020-2021
La stagione 2020-2021 dei Dallas Mavericks è la 41ª stagione della franchigia nella NBA.

## Draft
| Giro | Scelta | Giocatore    | Ruolo | Nazionalità | Università/Squadra |
| ---- | ------ | ------------ | ----- | ----------- | ------------------ |
| 1    | 18     | Josh Green   | G     | Australia   | Arizona Wildcats   |
| 2    | 31     | Tyrell Terry | P     | Stati Uniti | Stanford Cardinal  |

## Roster
| \| Pos. \| Num. \| Naz. \| Nome \| Altezza \| Peso \| Data nascita \| Provenienza \| \| ---- \| ---- \| ---- \| -------------------- \| ------- \| ------ \| ------------ \| ------------ \| \| G \| 0 \| \| Richardson, Josh \| 196 cm \| 91 kg \| 15-09-1993 \| Tennessee \| \| P \| 1 \| \| Terry, Tyrell \| 191 cm \| 77 kg \| 28-09-2000 \| Stanford \| \| G \| 2 \| \| Bey, Tyler (TW) \| 201 cm \| 98 kg \| 10-02-1998 \| Colorado \| \| P \| 3 \| \| Burke, Trey \| 183 cm \| 84 kg \| 12-11-1992 \| Michigan \| \| AG/C \| 6 \| \| Porziņģis, Kristaps \| 221 cm \| 109 kg \| 02-08-1995 \| Lettonia \| \| C \| 7 \| \| Powell, Dwight \| 211 cm \| 109 kg \| 20-07-1991 \| Stanford \| \| G \| 8 \| \| Green, Josh \| 198 cm \| 95 kg \| 16-11-2000 \| Arizona \| \| AP \| 10 \| \| Finney-Smith, Dorian \| 203 cm \| 95 kg \| 04-05-1993 \| Florida \| \| G \| 11 \| \| Hardaway Jr., Tim \| 198 cm \| 93 kg \| 16-03-1992 \| Michigan \| \| G \| 14 \| \| Hinton, Nate (TW) \| 196 cm \| 95 kg \| 08-06-1999 \| Houston \| \| P \| 13 \| \| Brunson, Jalen \| 191 cm \| 86 kg \| 31-08-1996 \| Villanova \| \| A \| 16 \| \| Johnson, James \| 203 cm \| 109 kg \| 20-02-1987 \| Wake Forest \| \| AP \| 25 \| \| Iwundu, Wesley \| 201 cm \| 88 kg \| 20-12-1994 \| Kansas State \| \| C \| 33 \| \| Cauley-Stein, Willie \| 213 cm \| 109 kg \| 18-08-1993 \| Kentucky \| \| P/G \| 77 \| \| Dončić, Luka \| 203 cm \| 103 kg \| 28-02-1999 \| Slovenia \| \| AG \| 42 \| \| Kleber, Maximilian \| 211 cm \| 100 kg \| 29-01-1992 \| Germania \| \| C \| 51 \| \| Marjanović, Boban \| 221 cm \| 132 kg \| 15-08-1988 \| Serbia \| | Allenatore - Rick Carlisle Assistente/i - Darrell Armstrong - Zach Guthrie - Jamahl Mosley - Mike Weinar Legenda - (C) Capitano - (FA) Free agent - (S) Sospeso - (TW) Contratto Two-way - (GL) Assegnato a squadra G League affiliata - (SD) Scelto al Draft - Infortunato Roster • Transazioni · Ultima transazione: 31 dicembre 2020 |                        |                      |         |        |              |              |
| Pos. | Num. | Naz.                   | Nome                 | Altezza | Peso   | Data nascita | Provenienza  |
| G | 0 | Stati Uniti (bandiera) | Richardson, Josh     | 196 cm  | 91 kg  | 15-09-1993   | Tennessee    |
| P | 1 | Stati Uniti (bandiera) | Terry, Tyrell        | 191 cm  | 77 kg  | 28-09-2000   | Stanford     |
| G | 2 | Stati Uniti (bandiera) | Bey, Tyler (TW)      | 201 cm  | 98 kg  | 10-02-1998   | Colorado     |
| P | 3 | Stati Uniti (bandiera) | Burke, Trey          | 183 cm  | 84 kg  | 12-11-1992   | Michigan     |
| AG/C | 6 | Lettonia (bandiera)    | Porziņģis, Kristaps  | 221 cm  | 109 kg | 02-08-1995   | Lettonia     |
| C | 7 | Canada (bandiera)      | Powell, Dwight       | 211 cm  | 109 kg | 20-07-1991   | Stanford     |
| G | 8 | Australia (bandiera)   | Green, Josh          | 198 cm  | 95 kg  | 16-11-2000   | Arizona      |
| AP | 10 | Stati Uniti (bandiera) | Finney-Smith, Dorian | 203 cm  | 95 kg  | 04-05-1993   | Florida      |
| G | 11 | Stati Uniti (bandiera) | Hardaway Jr., Tim    | 198 cm  | 93 kg  | 16-03-1992   | Michigan     |
| G | 14 | Stati Uniti (bandiera) | Hinton, Nate (TW)    | 196 cm  | 95 kg  | 08-06-1999   | Houston      |
| P | 13 | Stati Uniti (bandiera) | Brunson, Jalen       | 191 cm  | 86 kg  | 31-08-1996   | Villanova    |
| A | 16 | Stati Uniti (bandiera) | Johnson, James       | 203 cm  | 109 kg | 20-02-1987   | Wake Forest  |
| AP | 25 | Stati Uniti (bandiera) | Iwundu, Wesley       | 201 cm  | 88 kg  | 20-12-1994   | Kansas State |
| C | 33 | Stati Uniti (bandiera) | Cauley-Stein, Willie | 213 cm  | 109 kg | 18-08-1993   | Kentucky     |
| P/G | 77 | Slovenia (bandiera)    | Dončić, Luka         | 203 cm  | 103 kg | 28-02-1999   | Slovenia     |
| AG | 42 | Germania (bandiera)    | Kleber, Maximilian   | 211 cm  | 100 kg | 29-01-1992   | Germania     |
| C | 51 | Serbia (bandiera)      | Marjanović, Boban    | 221 cm  | 132 kg | 15-08-1988   | Serbia       |

## Classifiche

### Southwest Division
| Southwest Division     | V  | S  | V%   | PR   | Casa  | Trasf | Div | PG |
| ---------------------- | -- | -- | ---- | ---- | ----- | ----- | --- | -- |
| y – Dallas Mavericks   | 42 | 30 | .583 | 10,0 | 21–15 | 21–15 | 7–5 | 72 |
| xp – Memphis Grizzlies | 38 | 34 | .528 | 14,0 | 18–18 | 20–16 | 6–6 | 72 |
| ep – San Antonio Spurs | 33 | 39 | .458 | 19,0 | 14–22 | 19–17 | 6–6 | 72 |
| e – N.O. Pelicans      | 31 | 41 | .431 | 21,0 | 18–18 | 13–23 | 6–6 | 72 |
| e – Houston Rockets    | 17 | 55 | .236 | 35,0 | 9–27  | 8–28  | 5–7 | 72 |

### Western Conference
| Western Conference | Western Conference      | Western Conference | Western Conference | Western Conference | Western Conference | Western Conference |
| #                  | Squadra                 | V                  | S                  | V%                 | PR                 | PG                 |
| ------------------ | ----------------------- | ------------------ | ------------------ | ------------------ | ------------------ | ------------------ |
| 1                  | c – Utah Jazz *         | 52                 | 20                 | .722               | –                  | 72                 |
| 2                  | y – Phoenix Suns *      | 51                 | 21                 | .708               | 1,0                | 72                 |
| 3                  | x – Denver Nuggets      | 47                 | 25                 | .653               | 5,0                | 72                 |
| 4                  | x – L.A. Clippers       | 47                 | 25                 | .653               | 5,0                | 72                 |
| 5                  | y – Dallas Mavericks *  | 42                 | 30                 | .583               | 10,0               | 72                 |
| 6                  | x – Portland T. Blazers | 42                 | 30                 | .583               | 10,0               | 72                 |
|                    |                         |                    |                    |                    |                    |                    |
| 7                  | xp – L.A. Lakers        | 42                 | 30                 | .583               | 10,0               | 72                 |
| 8                  | xp – Memphis Grizzlies  | 38                 | 34                 | .528               | 14,0               | 72                 |
| 9                  | ep – G.S. Warriors      | 39                 | 33                 | .542               | 13,0               | 72                 |
| 10                 | ep – San Antonio Spurs  | 33                 | 39                 | .458               | 19,0               | 72                 |
|                    |                         |                    |                    |                    |                    |                    |
| 11                 | e – N.O. Pelicans       | 31                 | 41                 | .431               | 21,0               | 72                 |
| 12                 | e – Sacramento Kings    | 31                 | 41                 | .431               | 21,0               | 72                 |
| 13                 | e – Minnesota T'wolves  | 23                 | 49                 | .319               | 29,0               | 72                 |
| 14                 | e – Oklahoma Thunder    | 22                 | 50                 | .306               | 30,0               | 72                 |
| 15                 | e – Houston Rockets     | 17                 | 55                 | .236               | 35,0               | 72                 |